# Udeterus andrarius
Udeterus andrarius là một loài bọ cánh cứng trong họ Cerambycidae.